# 推廣華語理事會
推廣華語理事會是新加坡推廣華語的機構，前身是推廣華語委員會。委員會當時成立的目的是負責講華語運動。

## 歷史
推廣華語運動于1979年在前新加坡總理李光耀的領導下發起。當時的推廣華語委員會就是負責講華語運動的組織。
1994年，為了更直接推廣華語在接受英語教育的華族使用，委員會進行改組，引進更多的英語教育兼精通雙語的華族新加坡人。而來自私人機構的成員也增加了。華昌集團和泰華集團的總裁何光平當任委員會主席一職。
1998年，新加坡推廣華語委員會正式改名為新加坡推廣華語理事會。
2009年起，推广华语理事会推出《华文！谁怕谁？》网上游戏，旨在让新加坡华人和永久居民通过问答游戏，感受中华文化，深化对华语的认识，并进一步提升华语掌握能力。

## 委員會成員
大部分成員來自公共和私人機構。
第一任主席是歐進福博士。
第二任主席是新加坡前高級政務次長何家良先生。
第三任該理事會的主席是南洋理工大學的黃昭虎教授。
现任理事会由10AM广告公司总裁兼执行创意总监林少芬女士领导，并由20名来自政府机构，以及各社群及私营企业代表组成。

## 境外类似机构
- 国家语言文字工作委员会（中国大陆）
- 教育部國語推行委員會（台湾，已裁併）
- 馬來西亞華語規範理事會（马来西亚）